# Piorunów (gromada)
Piorunów – dawna gromada, czyli najmniejsza jednostka podziału terytorialnego Polskiej Rzeczypospolitej Ludowej w latach 1954–1972.
Gromady, z gromadzkimi radami narodowymi (GRN) jako organami władzy najniższego stopnia na wsi, funkcjonowały od reformy reorganizującej administrację wiejską przeprowadzonej jesienią 1954 do momentu ich zniesienia z dniem 1 stycznia 1973, tym samym wypierając organizację gminną w latach 1954–1972.
Gromadę Piorunów z siedzibą GRN w Piorunowie utworzono – jako jedną z 8759 gromad na obszarze Polski – w powiecie pruszkowskim w woj. warszawskim, na mocy uchwały nr VI/10/15/54 WRN w Warszawie z dnia 5 października 1954. W skład jednostki weszły obszary dotychczasowych gromad Bieniewo, Bieniewo Parcele, Bramki Ludne, Bramki Ukazowe, Cholewy, Górna Wieś, Łuszczewek Nowy, Nowa Górna, Nowa Wieś, Piorunów, Wawrzyszew i Wola Łuszczewska oraz wieś Łuszczewek z dotychczasowej gromady Łuszczewek Stary ze zniesionej gminy Pass w tymże powiecie. Dla gromady ustalono 18 członków gromadzkiej rady narodowej.
Gromadę zniesiono 1 stycznia 1969, a jej obszar włączono do gromady Błonie w tymże powiecie.